# Escola Secundária Conde de Monsaraz
A Escola Secundária Conde de Monsaraz é uma escola pública de ensino básico (3.º ciclo) e ensino secundário da cidade de Reguengos de Monsaraz, distrito de Évora. A escolha de patrono homenageia António de Macedo Papança, 1.º conde de Monsaraz, um escritor, poeta e político oriundo de Monsaraz.